# Helge Klæstad
Helge Klæstad (Levanger, 6 december 1885 – Oslo, 23 mei 1965) was een Noors diplomaat en rechter. Hij was vertegenwoordigde zijn land bij verschillende conferenties en onderhandelingen. Hij was lid van het Permanente Hof van Arbitrage en rechter en president van het Internationaal Gerechtshof.

## Levensloop
Hij studeerde van 1903 tot 1908 rechtswetenschappen aan de Universiteit van Oslo. Na zijn studie was hij werkzaam als bestuursjurist, eerst in Fossen tot 1910 en vervolgens tot 1912 in Trondheim. Klæstad vervolgde zijn loopbaan bij het Ministerie van Justitie en ging later naar het Ministerie van Buitenlandse Zaken. In 1920 behaalde hij zijn doctoraat aan de Universiteit van Oslo.
Vanaf 1920 was hij gedelegeerde voor zijn land bij verschillende internationale conferenties en bilaterale onderhandelingen, zoals op het gebied van internationale arbitrage. Hij trad zelf ook op als internationaal arbiter en was dat vanaf 1929 als lid van het Permanente Hof van Arbitrage in Den Haag. Zo was hij onder meer arbiter tussen Duitsland en het Britse Rijk over twistpunten in het Verdrag van Versailles, vanaf 1925 president van het Engels-Duitse Arbitragehof in Londen, van 1927 tot 1931 arbiter tussen Oostenrijk en het Britse Rijk en van 1929 tot 1931 arbiter tussen Hongarije en het Britse Rijk. In 1930 werd hij lid van de Commissie voor Bemiddeling en Arbitrage tussen Noorwegen en Polen en in 1931 arbiter in een zaak tussen Duitsland en Luxemburg.
In 1931 trad hij aan als rechter van het Hooggerechtshof van Noorwegen. Hier bleef hij aan tot 1946, toen hij werd gekozen als een van de rechters van het nieuw opgerichte Internationaal Gerechtshof in Den Haag. Zijn herverkiezing in 1952 ging ten koste van de Belgische kandidaat Charles De Visscher die eveneens in 1946 was aangetreden. Van 1958 tot aan het eind van zijn termijn in 1961 was hij ook president van het Internationaal Gerechtshof.